# Grab der Chentkaus I.
Das Grab der Chentkaus I. ist ein auf dem Plateau von Gizeh gelegenes eigentümliches Grabmonument der altägyptischen Königin Chentkaus I., das sowohl Elemente einer Pyramide, einer Mastaba und eines Felsengrabs in sich vereint. Aufgrund der Größe und der Stufenstruktur wird es oftmals als „vierte Pyramide von Gizeh“ bezeichnet. Es ist das einzige altägyptische Grabmal, das in dieser Form gebaut wurde. Es befindet sich in der Nekropole von Gizeh südöstlich der drei großen Pyramiden in unmittelbarer Nähe der großen Sphinx.

## Erforschung
Das Grab der Chentkaus I. wurde von frühen Ägyptologen wie John Shae Perring für eine vierte Pyramide der Nekropole oder für eine unvollendete Pyramide gehalten. Karl Richard Lepsius hingegen rechnete den Bau zu den Privatgräbern. Selim Hassan erforschte als erster 1932/33 bei Ausgrabungen des Zentralfriedhofs von Gizeh das ungewöhnliche Grab. Er ordnete es ursprünglich Schepseskaf zu, aber Inschriften am Eingangstor wiesen die am Ende der 4. Dynastie regierende Königin Chentkaus I. als Erbauerin aus.

## Bauumstände
Das Grabmal wurde am Ende der 4. Dynastie zwischen den Aufwegen der Chephren-Pyramide und der Mykerinos-Pyramide erbaut. Es ist das größte Grabmal einer Königin im Alten Reich. Als Standort diente der Steinbruch der Chephren-Pyramide. Die Wahl von Gizeh für den Ort des Grabmals ist ungewöhnlich, da Chentkaus' mutmaßlicher Gemahl Schepseskaf sein Grab im Süden der Nekropole von Sakkara erbauen ließ.

## Aufbau

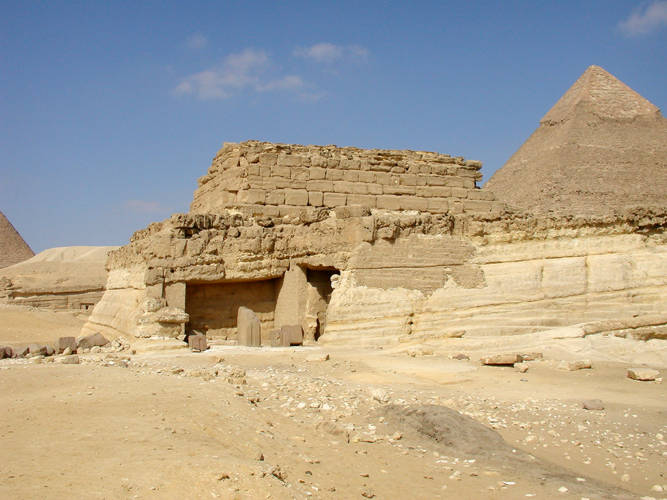
Beschädigte südöstliche Ecke des Grabs der Chentkaus I.

Es handelt sich beim Grab der Chentkaus I. um ein blockförmiges Felsengrab mit einer zusätzlich aufgesetzten mastabaähnlichen Stufe. Dadurch erscheint das Bauwerk auch als zweistufige Stufenpyramide. Die Struktur wurde in zwei Phasen erbaut.

### 1. Phase
Der Basisblock mit nahezu quadratischer Grundfläche und den Basismaßen 45,8 m × 43,7 m (entspricht 90 × 85 Königsellen) sowie einer Höhe von 10,5 m (20 Königsellen) ist ein in den Steinbrüchen der großen Pyramiden stehengelassener Felsstumpf. Alle vier Seiten des Pyramidenstumpfs waren ursprünglich mit Scheintürartigen Nischen versehen. Nach Rainer Stadelmann war lediglich die Südseite mit Nischen ausgestattet und an der Nordostecke war als Gegenstück zum Eingang an der Südostecke eine Scheintür angebracht.
Im Bereich der südöstlichen Ecke ist der Felsquader der ersten Stufe massiv beschädigt, so dass die darin gelegene Eingangskammer nun frei liegt.

### 2. Phase

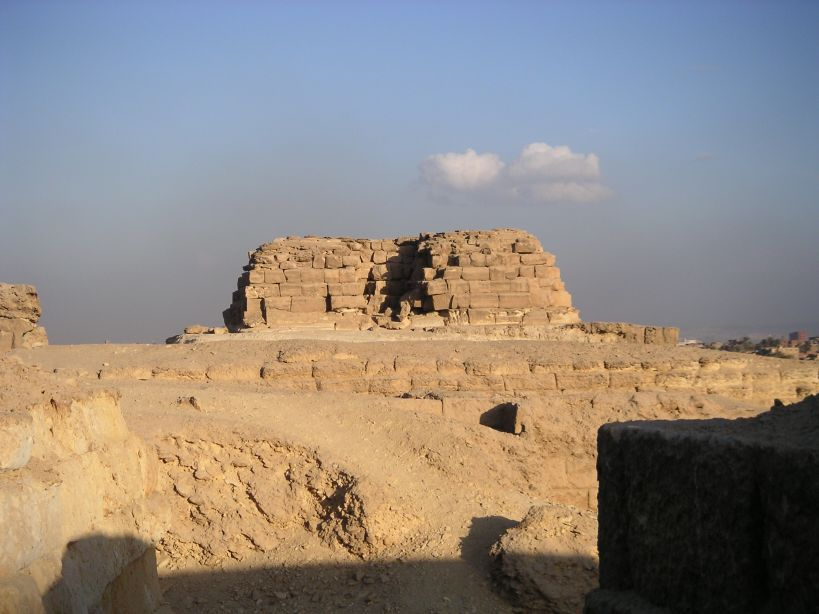
Aufbau der zweiten Stufe

In einer zweiten Bauphase, vermutlich zu Beginn der 5. Dynastie, wurde ein rechteckiger, mastabaartiger Aufbau aus großen Kalksteinblöcken aufgesetzt, dessen Mauerstruktur der Schepseskaf-Mastaba ähnelt. Vermutlich diente dies zur Darstellung der gestiegenen Bedeutung der Grabinhaberin als Königsmutter durch die Machtergreifung zweier ihrer Söhne.
Der Aufbau hatte eine Höhe von etwa 8 m (15 Königsellen) und eine gewölbte Oberseite. Dieser Aufbau ist nicht zentriert, sondern lässt den östlichen Teil des Felssockels frei, unter dem sich die oberen Kammern der Substruktur befinden. Vermutlich befürchtete man eine Einsturzgefahr dieser Räume durch das zusätzliche Gewicht.
Das Grabmal wurde in der zweiten Bauphase mit Tura-Kalkstein mit einer Neigung von 74° verkleidet, wobei die Nischen der ersten Stufe überbaut wurden. Die ursprüngliche Höhe des Grabs mit dem Aufsatz betrug etwa 18,5 m. Die Höhe der gesamten Struktur beträgt heute durch den Verlust der Verkleidungssteine etwa 17 m.

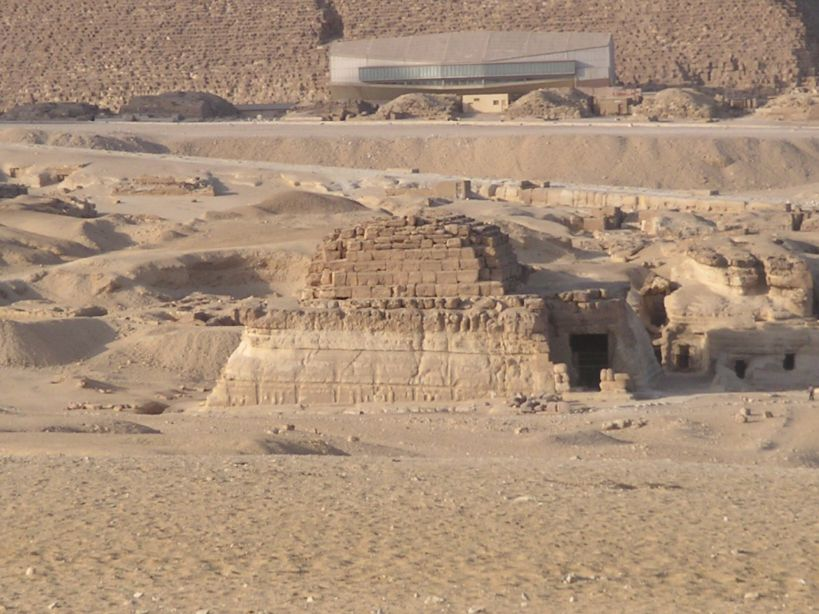
Grab der Chentkaus I. (Ansicht von Süden). Im Sockel sind Überreste der Nischenstruktur erkennbar
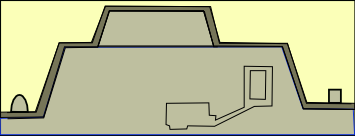
Seitenansicht des Grabes mit Substruktur
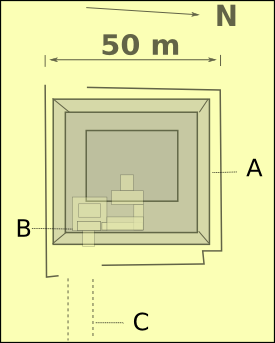
Aufsicht des Grabes mit Substruktur
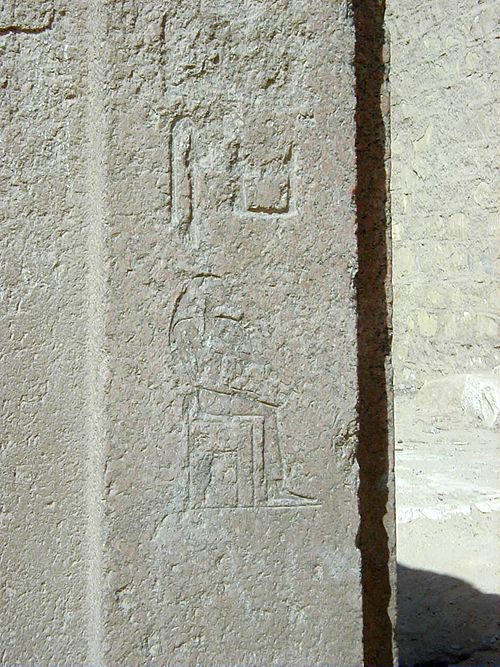
Darstellung der Chentkaus I. auf einer Granittafel aus ihrem Grab mit Zeremonialbart, der sie als Herrscherin ausweist.

## Substruktur
Der aus einem Rosengranit-Tor bestehende Eingang an der südöstlichen Ecke führt zu einer mit Granit ausgekleideten Halle, an die sich in westlicher Richtung ein Raum mit drei Statuennischen und in nördlicher Richtung die Vorkammer anschließt. Von dort führt ein abfallender Gang nach Westen zur Grabkammer und zu den sechs kleinen Magazinkammern hin. Die Grabkammer wies zwei Scheintüren auf. Das Innere des Grabes wurde bereits zu antiker Zeit stark beschädigt und ausgeraubt. Fragmente eines aus Alabaster gefertigten Sarkophags konnten jedoch noch gefunden werden.

## Grabkomplex
Eine Mauer aus verputzten Lehmziegeln umschloss den gesamten Komplex. Entlang des von Osten heranführenden Aufwegs befand sich eine geplante, aus Reihenhäusern mit sehr ähnlichem Aufbau bestehende Siedlung, deren Bewohner in der 5. und 6. Dynastie das Andenken an Chentkaus I. bewahrten. Südlich der Siedlung befand sich möglicherweise ein Scheinpalast. Die L-förmige Siedlung umschließt den Taltempel der Mykerinos-Pyramide. An der südwestlichen Ecke befindet sich, ähnlich wie bei anderen Königsgräbern, eine Schiffsgrube, in der jedoch das Schiff selbst nicht erhalten geblieben ist.
Ein Taltempel lag möglicherweise in der Nähe des Taltempel des Mykerinos, ist aber noch nicht nachgewiesen. Stadelmann vermutet hingegen, dass der Taltempel nicht existierte.